# Stazione di Lugagnano
La stazione di Lugagnano era una fermata ferroviaria posta lungo la linea ferroviaria Milano-Venezia, a servizio dell'omonima frazione di Sona e della frazione di Caselle di Sommacampagna.

## Storia
La fermata fu inaugurata nel 1947, ristrutturando il casello ferroviario a spese dei due comuni di Sona e di Sommacampagna.
Il servizio viaggiatori risulta presente fino all'orario invernale del 1975/76; la località ferroviaria non viene menzionata a partire dall'orario estivo del 1976.
Il casello ferroviario fu abbattuto durante i lavori di costruzione della ferrovia ad alta velocità Milano-Venezia.

## Strutture e impianti
L'impianto era situato nei pressi del casello ferroviario sulla progressiva chilometrica 140+605.